# Rasmus Bartholin

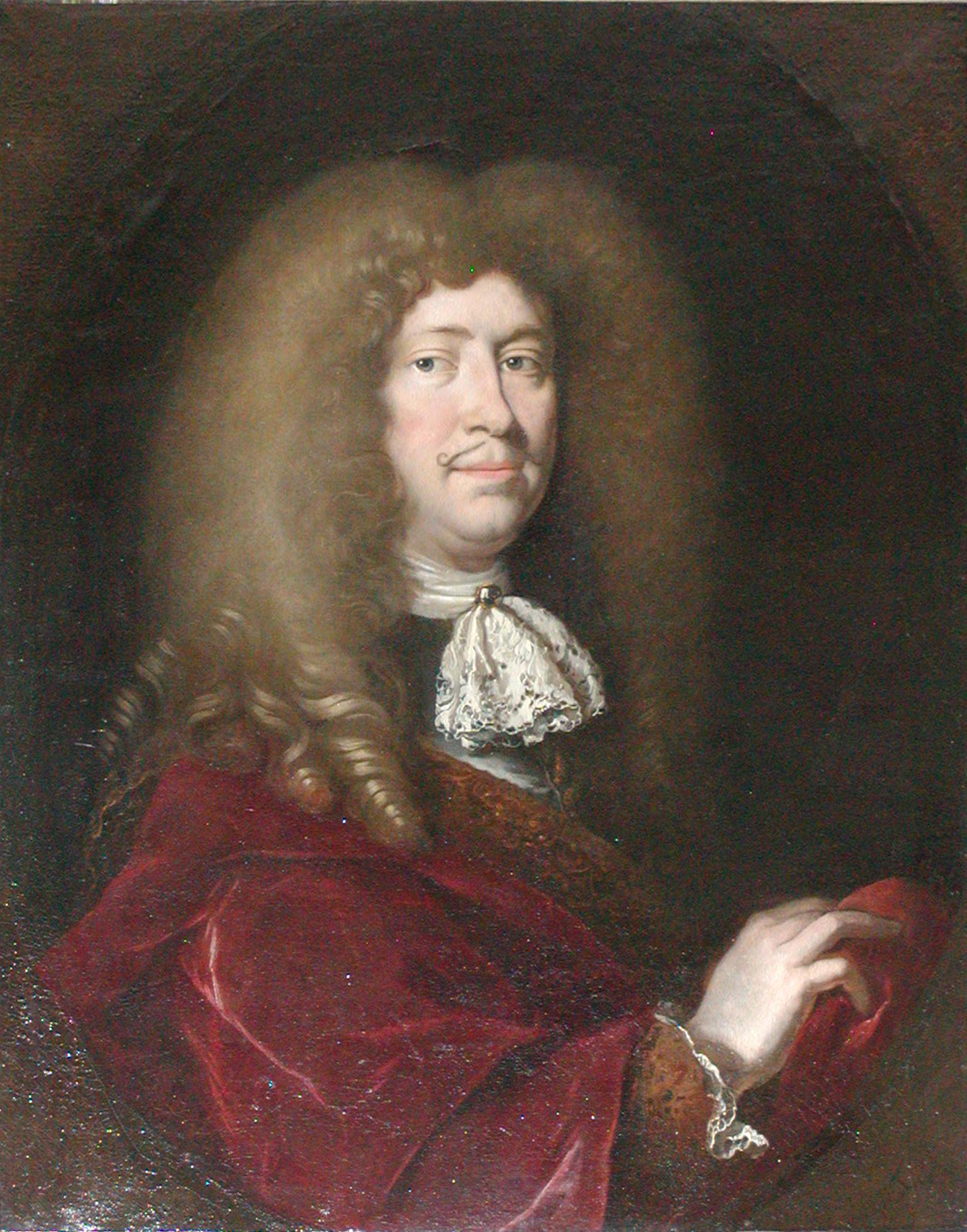
Rasmus Bartholin

Rasmus Bartholin, född den 13 augusti 1625 i  Roskilde, död den 4 november 1698 i Köpenhamn, var en dansk professor i matematik och medicin. 
Bartholin ägandes sig åt medicinska studier, blev 1654 medicine doktor i Padua och efter hemkonsten från en tioårig utrikesvistelse 1656 professor i matematik och 1657 professor i medicin vid Köpenhamns universitet.
Bartholin var den förste som beskrev ljusets dubbelbrytning i kristaller. Han, som även var astronom (Iakttagelser over kometen 1664) och fysiker, var Ole Römers lärare.
1675 utnämndes han till höjesteretsaccessor och justitieråd och blev 1694 etatsråd.
Rasmus Bartholin, som tillhörde lärdomssläkten Bartholin, var son till Caspar Bartholin den äldre och bror till Thomas Bartholin, farbror till Thomas och Caspar Bartholin den yngre.